# Площа Амет-Хана Султана
Площа Амет-Хана Султана (крим. Amet-Han Sultan meydanı) — площа Сімферополя, в Центральному районі міста.

## Опис
Названа на честь національного герою кримськотатарського народу радянського льотчика-аса Амет-Хан Султана.
Офіційна назва в окупації — Площа ім. двічі Героя СРСР Амет-Хана Султана.
Транспортне кільце на площі поєднує Проспект Кірова, вулицю Козлова та Піонерський провулок. Також до площи примикає Спортивна площа.
Біля площі знаходяться Центральний ринок та ринок «Світлофор».

## Історія
Площа біля Центрального ринку отримала ім'я Амет-Хана Султана у 2000 році, 5 травня, з ініціативи кримськотатарських активістів та громадських працівників.